# Municipio de Sugar Creek (condado de Parke)
El municipio de Sugar Creek (en inglés: Sugar Creek Township) es un municipio ubicado en el condado de Parke en el estado estadounidense de Indiana. En el año 2010 tenía una población de 322 habitantes y una densidad poblacional de 4,99 personas por km².

## Geografía
El municipio de Sugar Creek se encuentra ubicado en las coordenadas 39°55′39″N 87°12′39″O / 39.92750, -87.21083. Según la Oficina del Censo de los Estados Unidos, el municipio tiene una superficie total de 64.51 km², de la cual 64,47 km² corresponden a tierra firme y (0,06 %) 0,04 km² es agua.

## Demografía
Según el censo de 2010, había 322 personas residiendo en el municipio de Sugar Creek. La densidad de población era de 4,99 hab./km². De los 322 habitantes, el municipio de Sugar Creek estaba compuesto por el 98,14 % blancos, el 0,62 % eran afroamericanos, el 0,62 % eran amerindios y el 0,62 % eran de una mezcla de razas. Del total de la población el 0 % eran hispanos o latinos de cualquier raza.